# 共产主义工农党

共产主义工农党旗帜

共产主义工农党（缩写为CMKP）是巴基斯坦的一个已不存在的共产主义政党。该党成立于1995年，由巴基斯坦共产党和工农党梅杰·伊沙克派合并而成。2015年2月14日，该党与人民民族大会合并为人民工农党（同年12月20日，人民工农党与巴基斯坦工农党合并为工农党）。
著名的“红色”乐队的主唱兼吉他手泰穆尔·拉赫曼曾任该党的总书记。该党的主要影响区域是拉合尔托卡尔·尼亚兹·贝格区（工人聚居地），总部也设于此。